# Lupinus linearis
Lupinus linearis är en ärtväxtart som beskrevs av Louis Auguste Joseph Desrousseaux. Lupinus linearis ingår i släktet lupiner, och familjen ärtväxter. Inga underarter finns listade i Catalogue of Life.